# Калиева, Ая Жакеновна
Ая Жакеновна Калиева (род. 23 октября 1970, Алма-Ата, Казахская ССР) — казахстанский композитор, музыковед, педагог, общественный деятель, профессор, кандидат педагогических наук, магистр делового администрирования (MBA), Заслуженный деятель Казахстана (2015), Почётный работник образования Республики Казахстан (2012), член Союза композиторов Казахстана.
С 12 июня 2025 года приказом Министра культуры и информации Республики Казахстан назначена директором Алматинского хореографического училища имени Александра Селезнёва.

## Биография
Ая Калиева родилась 23 октября 1970 года в городе Алма-Ата.
В 1990 году окончила Алматинское музыкальное училище им. П. И. Чайковского по специальности «фортепиано».
В 1995 году с отличием завершила обучение в Алматинской государственной консерватории им. Курмангазы по специальности «композиция». Среди её педагогов — народные артисты Казахской ССР Куддус Кужамьяров (1–3 курсы) и Мансур Сагатов (4–5 курсы, ассистентура-стажировка).
В 2008 году присуждена учёная степень кандидата педагогических наук.
В 2015 году окончила Almaty Management University, где получила степень «Магистра делового администрирования» (MBA)

## Творческая и педагогическая деятельность
С 1995 по 2004 год преподавала в Алматинском музыкальном колледже им. П. И. Чайковского, с 1996 года — заведующая теоретическим отделением.
В 2002–2004 годах вела преподавательскую деятельность в Казахской национальной консерватории им. Курмангазы.
С 2002 года работает в Казахской национальной академии искусств им. Т. Жургенова, где прошла путь от преподавателя до профессора, занимала должности заведующей кафедрой, заместителя декана и декана факультета «Музыкальное искусство».
Ая Калиева — автор более 60 научных и публицистических статей, 20 учебных и учебно-методических пособий, более 40 типовых программ по музыкально-теоретическим дисциплинам. Член Союза композиторов Казахстана с 1999 года.
Как композитор работает в жанрах симфонической, камерной и вокальной музыки. Среди её произведений:
- балет «Мои сны» (либретто и музыка — А. Калиева),
- симфоническая сюита из четырёх частей: «Шествие старейшин», «Зарисовка», «Сиеста     на джайляу», «Той»,
- струнный квартет «Ветер» (двухчастная программная композиция),
- фортепианные, камерные и инструментальные произведения (в том числе квартеты и квинтеты).

## Управленческая деятельность
- 2010–2015 — директор Алматинского музыкального колледжа имени П. И. Чайковского.
- 2015–2018 — директор Алматинского хореографического училища имени А. Селезнёва.
- 2018 — и. о. директора Казахской государственной филармонии имени Жамбыла.
- 2018–2021 — генеральный директор Казахского государственного академического театра оперы и балета имени Абая.

В период её руководства ГАТОБ им. Абая получил статус Национального театра и вошёл в международные объединения Opera Europa, Silk Road International League of Theaters и Ассоциацию музыкальных театров России. В 2020 году театр занял третье место в рейтинге онлайн-активности театров СНГ. 
С 12 июня 2025 года назначена директором Алматинского хореографического училища имени Александра Селезнева.

## Коучинг и коммуникации
С 2021 года Ая Калиева развивает профессиональную коучинговую практику. Сертифицированный Executive коуч уровня PCC (ICF). С 2025 года — директор по коммуникациям и PR ICF Kazakhstan Charter Chapter. Победитель премии «Лучший коуч ICF Kazakhstan» (2023) и телевизионной премии «Top Professional» в номинации «Коуч года» (2023).

## Общественная деятельность
Ая Калиева учредитель Общественного фонда культурных инициатив «Intrada», соучредитель Фонда имени Шамши Калдаякова (ОФ «Шәмші әлемі»). Инициатор ряда проектов, посвящённых казахстанским деятелям культуры — Ахмету Жубанову, Александру Селезнёву, Рамазану Бапову, Саре Кушербаевой, Адалят Акбаровой и другим.
В 2025 году выступила автором идеи и соавтором сценария документального фильма «Путь к себе», посвящённого пути матерей, воспитывающих детей с особыми потребностями. Фильм создан в партнёрстве с фондом «Мама Про» и ICF Kazakhstan. Премьера состоялась в кинотеатре «Арман» в Алматы. 

## Награды и звания
- Юбилейная медаль «Қазақстан Республикасының Тәуелсіздігіне 20 жыл» (2011)
- Почётный работник образования Республики Казахстан (2012)
- Орден «За заслуги в культуре и искусстве» (РФ, 2012)
- Юбилейная медаль «Қазақстан Конституциясына 20 жыл» (2015)
- Заслуженный деятель Республики Казахстан (2015)
- Юбилейная медаль «Қазақстан Республикасының Тәуелсіздігіне 25 жыл» (2016)
- Нагрудный знак «Ы. Алтынсарин» (2017)
- Юбилейная медаль «Астана 20 жыл» (2018)
- Медаль «За заслуги в образовании» (РФ, 2018)
- Межправительственная награда «За заслуги в развитии культуры и искусства» (2018)
- Юбилейная медаль «Абай — 175 жыл» (2020)
- Почётный знак «Мәдениет қайраткері» Евразийского фонда культуры (2022)
- Медаль Олжаса Сулейменова Евразийского фонда культуры (2025)